# Tessa Sandersonová
Teresa Sanderson, přechýleně Tessa Sandersonová (* 14. března 1956 Saint Elizabeth, Jamajka) je bývalá britská atletka, olympijská vítězka v hodu oštěpem.
Dětství prožila na Jamajce, od devíti let žila s rodiči ve Velké Británii. Šestkrát (v letech 1976 až 1996) se jako oštěpařka zúčastnila olympijských her. V roce 1976 se umístila desátá, v roce 1980 se nedostala do finále, zato v roce 1984 v Los Angeles zvítězila. Na olympiádě v Soulu o čtyři roky později se nedostala do finále, v Barceloně v roce 1992 skončila na čtvrtém místě, v Atlantě v roce 1996 nepostoupila z kvalifikace.
Dvakrát startovala na mistrovství světa - v letech 1983 i 1987 skončila pod stupni vítězů na čtvrtém místě. Jedinou medaili na evropském šampionátu - stříbrnou - vybojovala na mistrovství Evropy v Praze v roce 1978.
Její osobní rekord v hodu oštěpem (starý typ) je 73,58 m z roku 1983.